# Mihrab

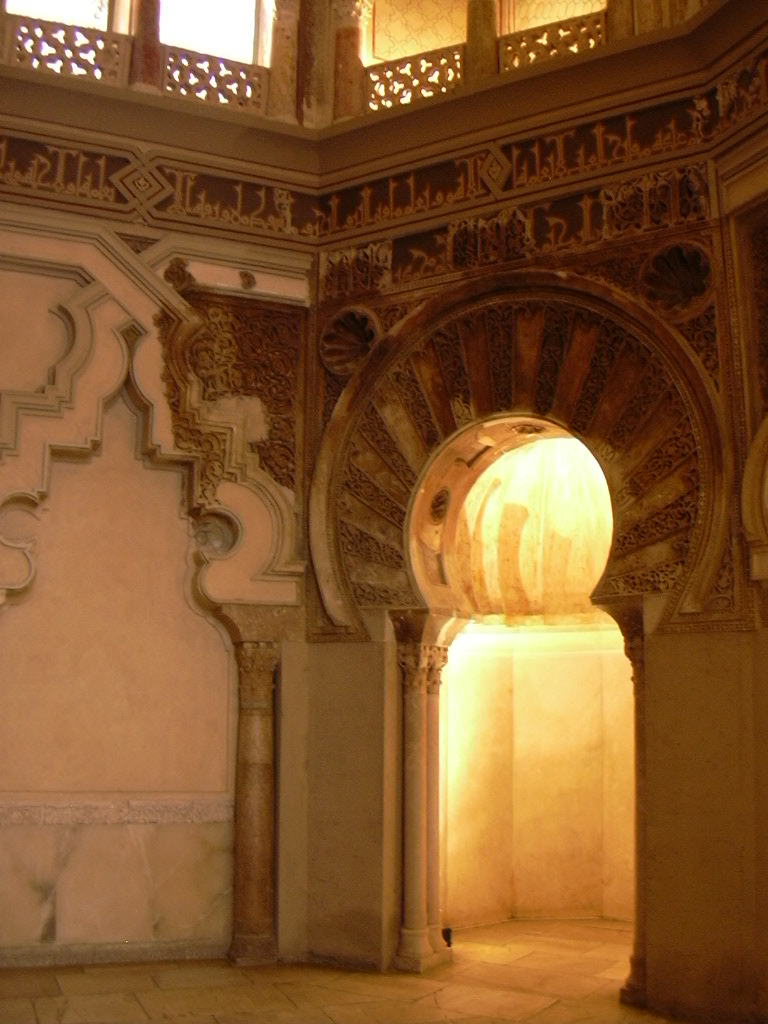
Mihrab de l'oratori de la Aljaferia de Saragossa

El mihrab (de l'àrab: محراب, miḥrāb) és el nínxol que marca en les mesquites el lloc cap on han de mirar els qui resen i també alberga l'Alcorà. Està situat al mur de l'alquibla, orientat cap a la Meca.